# ده ملک (کرمان)
ده ملک، روستایی است از توابع بخش راین شهرستان کرمان در استان کرمان در جنوب شرقی ایران.

## جمعیت
این روستا در دهستان راین قرار داشته و براساس آخرین سرشماری مرکز آمار ایران که در سال ۱۳۸۵ صورت گرفته، جمعیت آن ۲۳۳نفر (۵۱خانوار) بوده‌است.